# Stadler Citylink

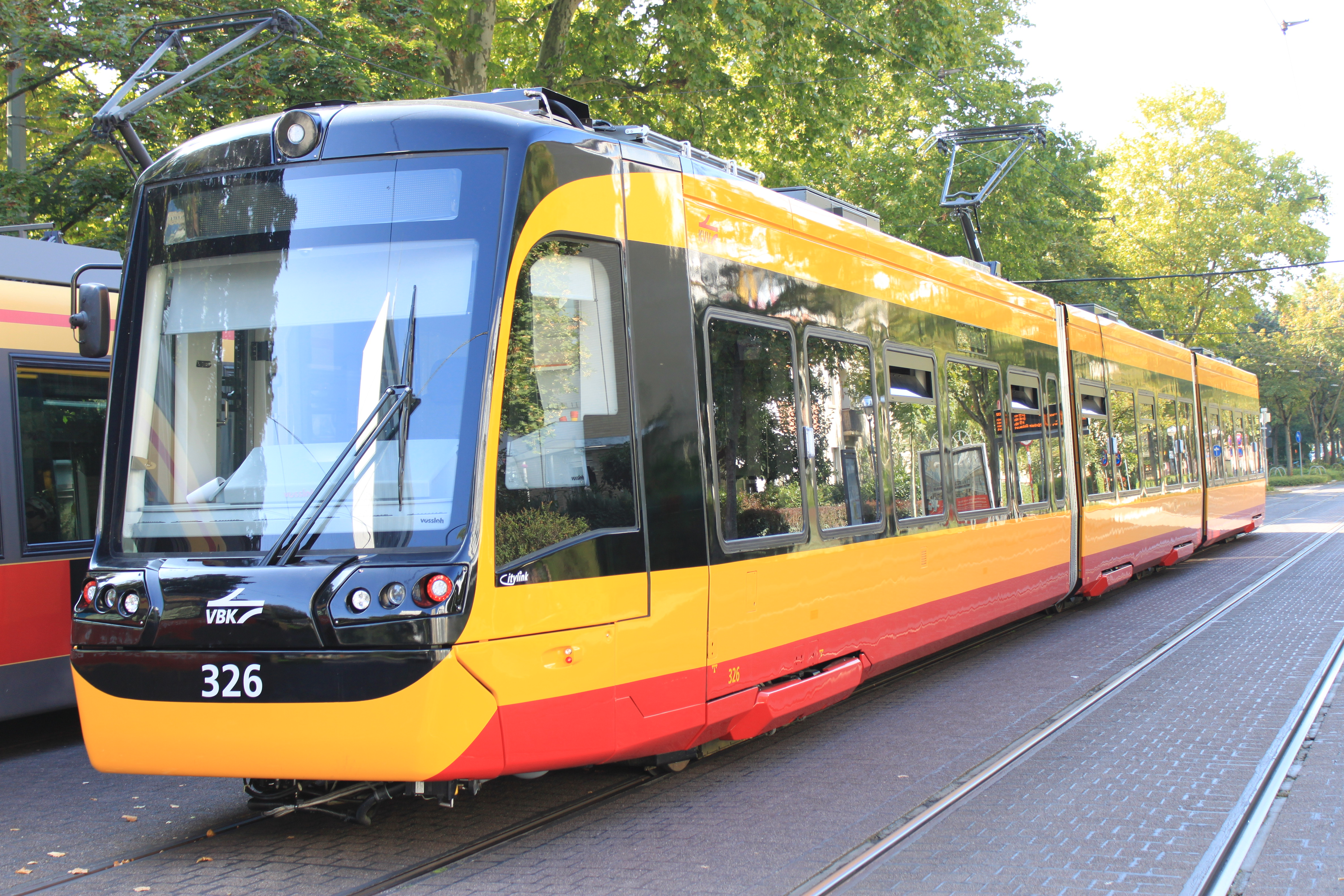
Citylink in Karlsruhe

Der Citylink ist eine Baureihenserie von Stadtbahnwagen, deren Fahrzeuge ursprünglich vom Hersteller Vossloh gebaut und erstmals im Jahr 2003 in Spanien eingesetzt wurden. 2015 verkaufte Vossloh seinen Geschäftsbereich Rail Vehicles an die Stadler Rail AG, von der die Produktion in der Nähe von Valencia fortgeführt wird.

## Versionen und Einsatzorte

### Spanien

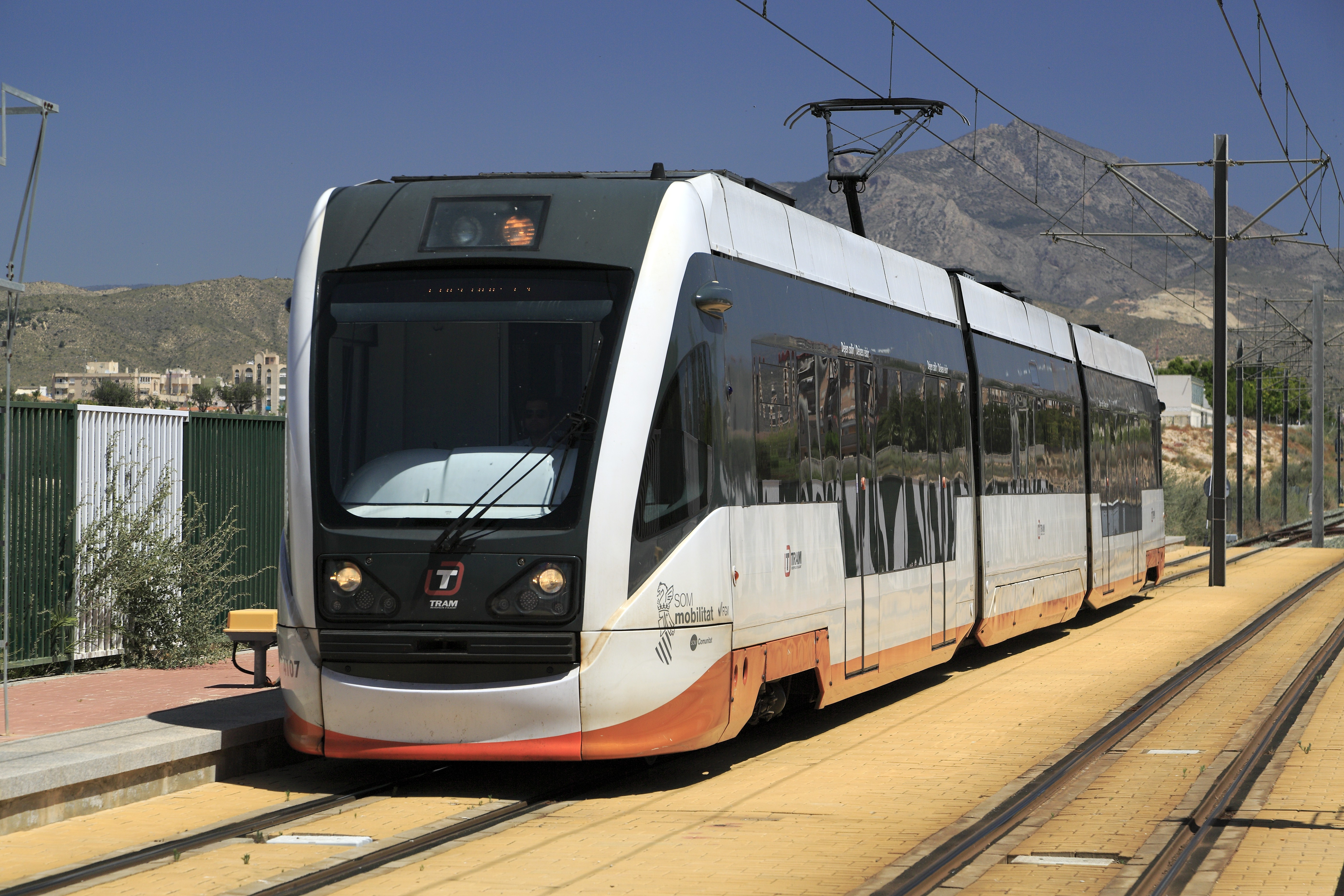
Einheit der Reihe 4100 mit Niederflureinstiegen in Alicante

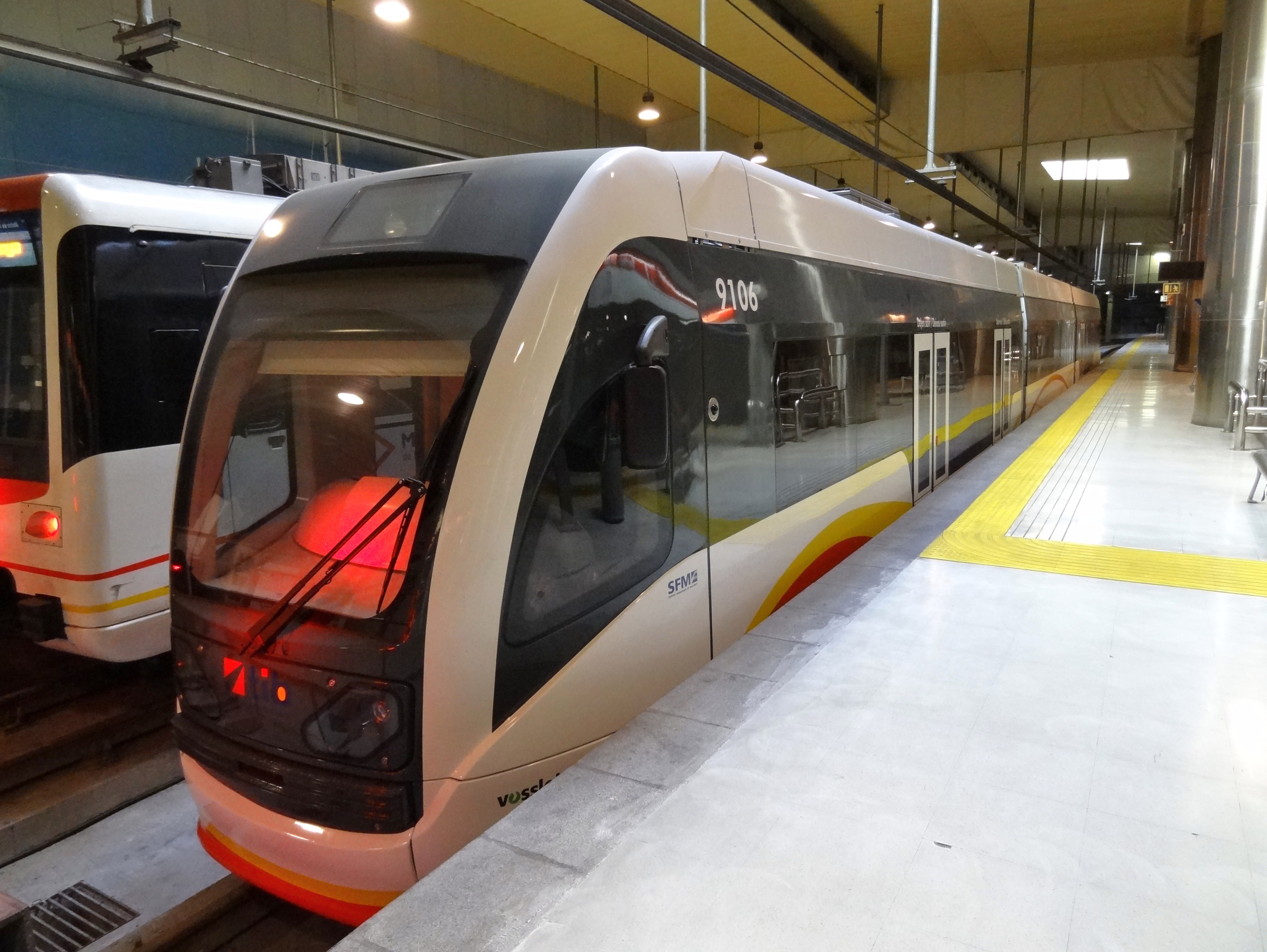
Citylink der Version Mallorca zur Besichtigung in der Endstation Plaça de Espanya

Erstbesteller von Citylink-Fahrzeugen war 2003 die spanische Verkehrsgesellschaft Ferrocarrils de la Generalitat Valenciana (FGV), die sie als Baureihe 4100 in Alicante einsetzt. Im Herbst 2017 orderten die FGV weitere Citylinks in Zweikraftausführung als Baureihe 5000 für den bisher nicht elektrifizierten Streckenabschnitt Benidorm–Denia.
Der Serveis Ferroviaris de Mallorca bestellte sechs meterspurige Einheiten, die im Wesentlichen der Reihe 4100 der Stadtbahn Alicante entsprechen, für den Abschnitt Manacor–Arta. Nach einem Regierungswechsel wurde der Wiederaufbau der Strecke jedoch 2012 abgebrochen. Wegen der abweichenden Bahnsteighöhen sind diese Wagen für die übrigen Strecken der SFM nur bedingt geeignet und ohne Anpassung nicht barrierefrei, der aktuelle Verbleib ist unklar.

### Deutschland und Österreich
Außerdem wird der Fahrzeugtyp in Deutschland und Österreich
- in Karlsruhe als NET 2012,
- in Chemnitz als Zweikraftwagen für die City-Bahn, und
- künftig in weiteren Verkehrsverbünden (siehe VDV-Tram-Train) eingesetzt.

Diese Einheiten sind regelspurig, die Karlsruher und Chemnitzer Wagen laufen wegen des Mischbetriebes auf Straßen- und Eisenbahnstrecken auf Kompromissradsätzen.

#### Karlsruhe
Im Jahr 2011 bestellten die Verkehrsbetriebe Karlsruhe (VBK) und die Albtal-Verkehrs-Gesellschaft (AVG) 25 Fahrzeuge für die Gleichstromstrecken, einschließlich der als Eisenbahnstrecken nach EBO betriebenen. Die NET 2012 sind seit April 2015 in Betrieb, ihre Zulassung nach EBO erfolgte im Juni 2015. Im April 2015 wurden weitere 25 Fahrzeuge dieses Typs bestellt, nochmal 25 weitere im März 2016. Die Karlsruher NET 2012 sind die bislang einzigen Citylink-Wagen in Einrichtungsbauart. Sie verkehren auf den Linien der Straßenbahn Karlsruhe sowie auf den Einsystem-Linien der Stadtbahn Karlsruhe (S1, S11, S12 und S2).

#### Chemnitz

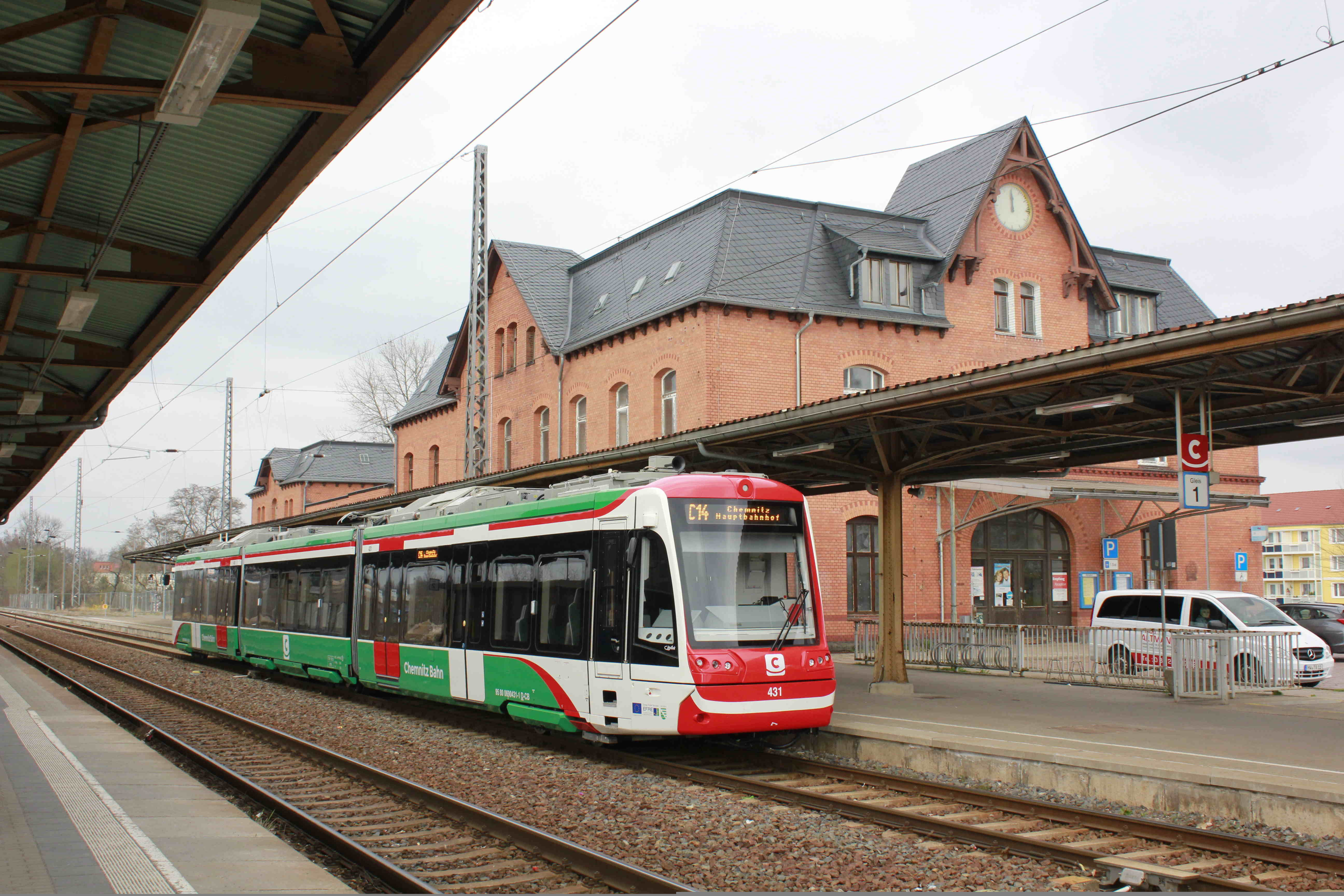
Citylink im Bahnhof Mittweida

Für die Chemnitz Bahn wurden 2012 von der Verkehrsverbund Mittelsachsen GmbH (VMS) acht Triebwagen bestellt, die für Sommer 2015 erwartet wurden. Der erste Wagen traf im August 2015 ein. Im Juli 2015 wurden vier weitere Fahrzeuge nachbestellt. Die Triebwagen sind 37 Meter lange Zweirichtungsfahrzeuge, sie sind für Eisenbahnbetrieb nach der EBO und Straßenbahnbetrieb nach der BOStrab zugelassen. Für Chemnitz wurden trotz des Einsatzes auch auf der elektrifizierten Strecke nach Mittweida nur Zweikrafttriebwagen beschafft. Sie sind für die Gleichspannungen von 600 (im Straßenbahnnetz von Chemnitz) und 750 Volt (auf der Strecke nach Stollberg (Erzgeb)) ausgelegt und zusätzlich mit zwei Dieselgeneratoren ausgerüstet. Ihre zulässige Höchstgeschwindigkeit beträgt auf BOStrab-Strecken 60 und auf EBO-Strecken 100 km/h. Zur Gewährleistung von stufenlosen Einstiegen auch bei unterschiedlichen Bahnsteighöhen sind die beiden mittleren der vier Türen höher angeordnet. Die Zweikrafttriebwagen für Chemnitz werden im Fahrzeugeinstellungsregister (NVR) unter der Baureihe 0690 geführt.
Der Fahrgastbetrieb wurde am 4. April 2016 aufgenommen, jedoch wegen fehlender Zulassung für den Straßenbahnverkehr zu Anfang nur auf Eisenbahnstrecken. Die Zulassung erfolgte nach Anpassungsarbeiten insbesondere der Bahnsteigkanten im Netz der CVAG im Oktober 2016. Im April 2017 traf das erste Fahrzeug der Nachbestellung in Chemnitz ein.
Die VMS beteiligten sich mit anderen Regionalbahnbetreibern an der Erarbeitung des Lastenhefts für den  VDV-Tram-Train. Als sich herausstellte, dass dies wesentlich von den VMS-Anforderungen abwich, erfolgte Ende 2020 eine eigene Ausschreibung über 19 Fahrzeuge für Chemnitz.
Am 31. März 2022 gab der VMS die Bestellung von weiteren 19 (mit Option auf 27 weitere) Citylink-Triebwagen bekannt, die ab Sommer 2025 geliefert und ab Juni 2026 eingesetzt werden sollen. Die neuen Wagen haben eine Antriebsleistung von 900 kW und eine Höchstgeschwindigkeit von 100 km/h. Wesentlicher Unterschied zu den Wagen der ersten Generation ist die Ausführung als vollelektrische Mehrsystemfahrzeuge für 600 V Gleichspannung im Stadtgebiet, 750 V Gleichspannung auf der Strecke nach Stollberg und 15 kV Wechselspannung im übrigen Umland.

#### VDV-Tram-Train

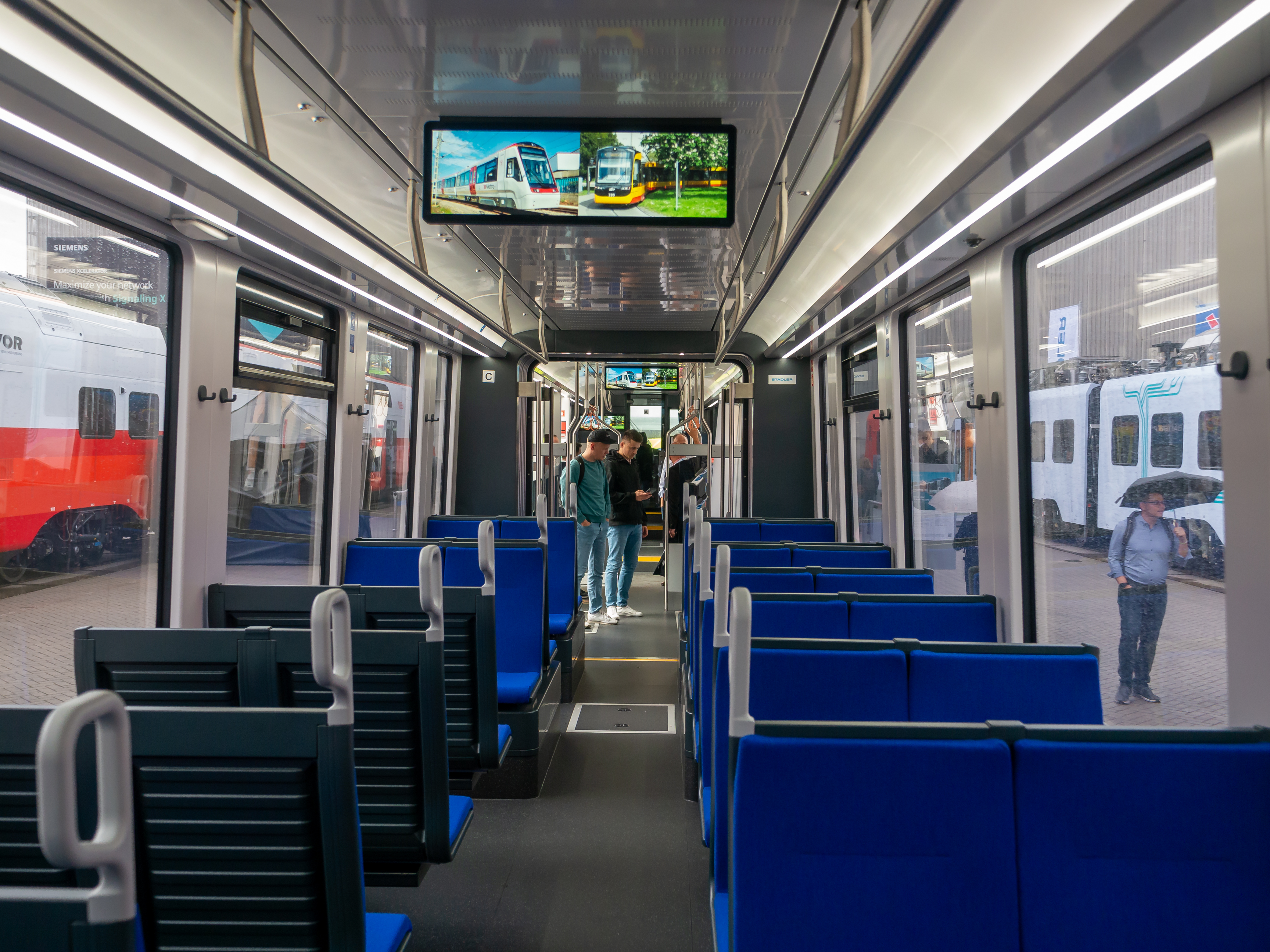
Innenraum des VDV-Tram-Train (hier für die Saarbahn)

Mit dem Ziel, die Beschaffungskosten neuer Fahrzeuge zu verringern, hatten ab 2017 mehrere Stadtbahnbetreiber im Verband Deutscher Verkehrsunternehmen (VDV) die Erarbeitung eines einheitlichen Fahrzeugtyps unter der Projektbezeichnung VDV-Tram-Train angestoßen. Dies mündete in eine gemeinsame Ausschreibung von sechs Verkehrsbetrieben aus Deutschland und Österreich (Verkehrsbetriebe Karlsruhe (VBK), Albtal-Verkehrs-Gesellschaft (AVG), Saarbahn, Schiene Oberösterreich, Land Salzburg, Zweckverband Regional-Stadtbahn Neckar-Alb), die im Sommer 2020 den interessierten Herstellern übermittelt wurde. Sie umfasste die Lieferung von bis zu 504 elektrisch angetriebenen Regionalstadtbahnwagen sowie deren Instandhaltung.
Im Januar 2022 wurde mitgeteilt, dass Stadler Rail die Ausschreibung für sich entscheiden konnte und 246 Citylink mit einer Option über 258 weitere Fahrzeuge liefern wird.
Ein Fahrzeug der Saarbahn wurde 2024 auf der InnoTrans präsentiert. Die ersten Vorserienfahrzeuge sollten 2024 geliefert werden. Durch die Flutkatastrophe in Spanien 2024, die auch den Produktionsstandort in Valencia betrag, verzögerte sich die Auslieferung. Am 9. Juni 2025 wurde der erste Triebwagen der Saarbahn öffentlich vorgestellt.
Die Betreiber bestellen verschiedene Ausstattungsvarianten, die von einer Basisausführung abgeleitet werden, deren Entwicklungs- und Zulassungskosten sich die Partner teilen. Die Varianten unterscheiden sich beispielsweise in der Bahnsteighöhe, der Anzahl der Türen, dem Einbau einer Toilette und der Mehrsystemfähigkeit. Die Züge der AVG und der Regional-Stadtbahn Neckar-Alb werden beispielsweise mit ETCS und Zugintegritätsüberwachung ausgerüstet sowie für ATO (im Automatisierungsgrad 2) sowie FRMCS vorbereitet. Auch die Züge für Österreich sind mit ETCS ausgerüstet.
Die Variante für die VBK ist, wie bereits der NET 2012, als Einrichtungswagen mit Triebdrehgestellen an den Enden und Laufdrehgestellen in der Mitte ausgeführt. In den Endteilen gibt es jeweils zwei Fahrgasttüren, im Mittelteil eine. Auch der mittlere Wagenteil ist stufenfrei erreichbar. Im Gegensatz dazu sind alle anderen Varianten Zweirichtungswagen, bei denen nur eines der mittleren Drehgestelle antriebslos ist. In den Endteilen sind jeweils beidseitig zwei Fahrgasttüren angeordnet. Der mittlere Wagenteil dagegen ist jeweils ohne Tür und nicht niederflurig ausgeführt.
Die Varianten für die Saarbahn, Oberösterreich, Neckar-Alb und die AVG sind für eine Gleichspannung von 750 Volt sowie eine Wechselspannung von 15 kV und 16,7 Hertz ausgerüstet. Die Salzburger Variante ist nur für Gleichspannungen von 750 und 1000 Volt geeignet, die Variante für die VBK nur für eine Gleichspannung von 750 Volt.
Die Varianten Oberösterreich, Neckar-Alb und die AVG haben in den Einstiegsbereichen eine Fußbodenhöhe von 600 mm über der Schienenoberkante und sind mit Schiebetritten auf verschiedenen Höhen für Bahnsteighöhen von 380 und 550 mm ausgelegt. Die Varianten für die VBK und Salzburg haben in den Türbereichen eine Fußbodenhöhe von 400 mm, diejenigen für die Saarbahn von 350 mm. Sie sind für Bahnsteighöhen von 340 mm (VBK), 350 mm (Saarbahn) und 380 mm (Salzburg) ausgelegt. Unabhängig von den Fußbodenhöhen sind Unter- und Oberkante des Fahrzeugs sowie die Oberkanten der Türen für alle Varianten einheitlich.

### Großbritannien

#### Sheffield

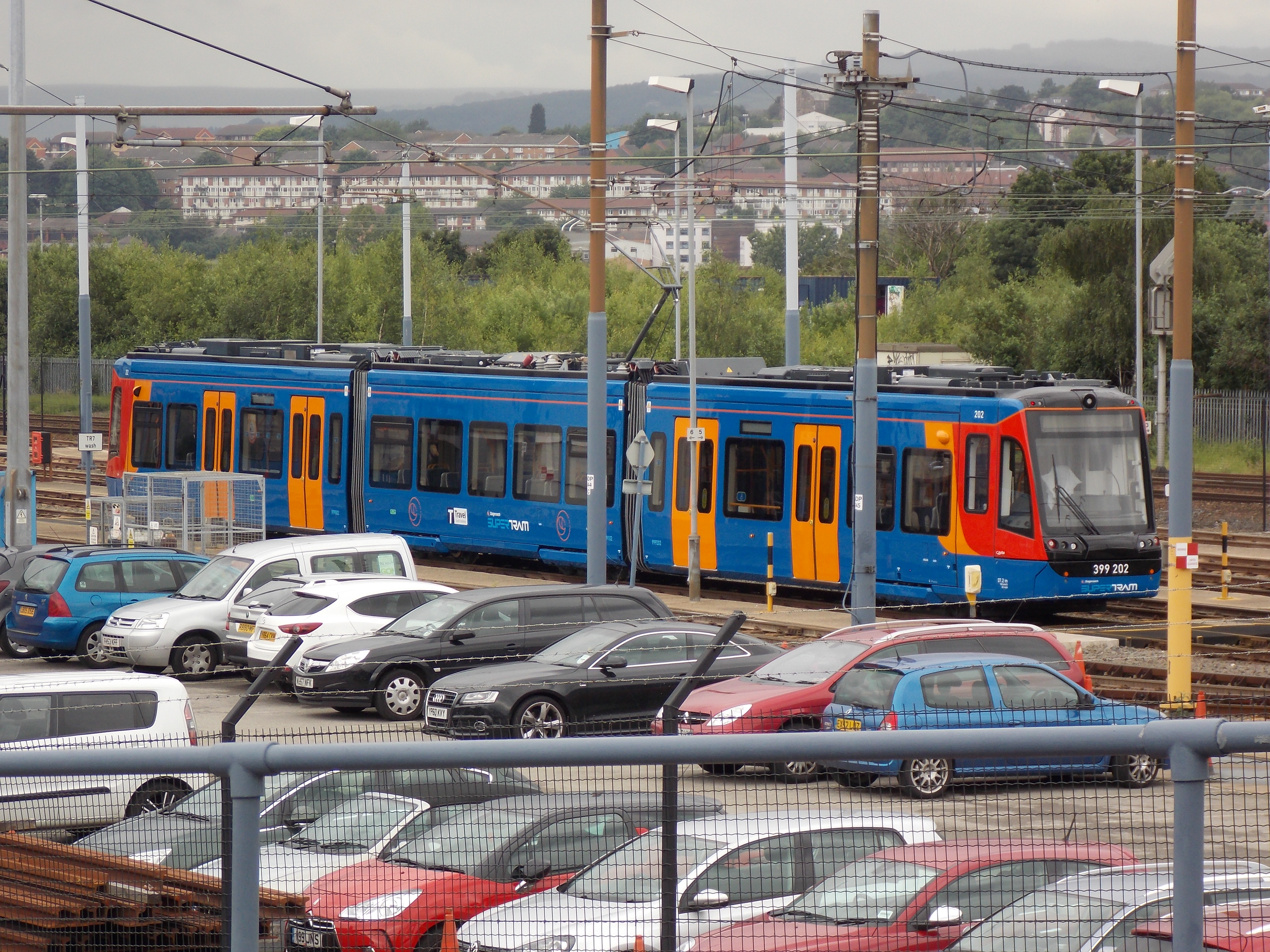
Ein Citylink der Supertram Sheffield steht nach der Lieferung lange im Depot

Im englischen Sheffield setzt die Supertram seit 2017 sieben Zweisystemwagen für 750 V Gleich- und 25 kV Wechselspannung mit 50 Hz ein. Mit den Triebwagen wird die Verlängerung auf einer Eisenbahnstrecke nach Rotherham betrieben. Die Citylink wurden 2015 und 2016 ausgeliefert und wurden in die britische Baureihe 399 eingeordnet.

#### Wales
Transport for Wales plant den Einsatz von 36 Citylink auf Eisenbahnstrecken unter dem Namen Wales & Borders. Die dreiteiligen Triebwagen wurden für die Eisenbahnstrecken hochflurig mit einer Fußbodenhöhe von 90 Zentimetern ausgeführt. Sie können unter 25 kV Wechselspannung und mit Batterie betrieben werden. Die als britische Baureihe 398 eingeordneten Züge sollen 2024 den Betrieb aufnehmen.

### Ungarn

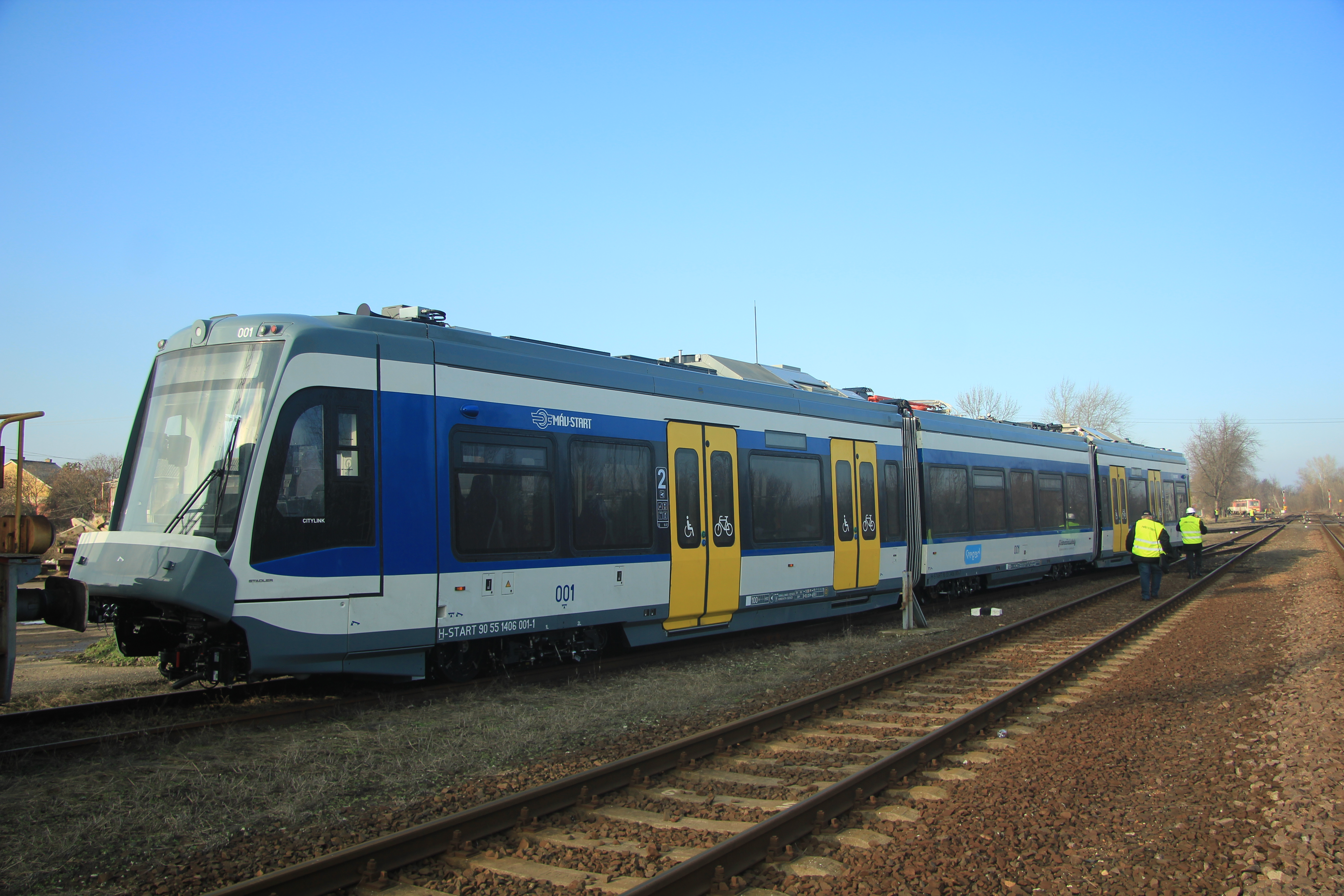
Stadler CityLink im Bahnhof Szentes

Zwölf Fahrzeuge werden seit November 2021 bei der Straßenbahn Szeged auf der Tram-Train-Strecke nach Hódmezővásárhely eingesetzt. Diese Zweikrafteinheiten für den Betrieb mit 600 V Gleichspannung und zwei Dieselgeneratorsätzen wurden von den Wagen der Chemnitzbahn abgeleitet. Die unterschiedlichen Einstiegshöhen mit Schiebetritten entsprechen ebenfalls den Chemnitzer Wagen. Ein markanter Unterschied sind die im unteren Bereich seitlich eingezogenen Wagenkästen. Dies ist nötig, weil die Fahrzeuge auch auf Straßenbahnstrecken verkehren. Dort sind die Bahnsteige auf die nur 2,20 m breiten Straßenbahnfahrzeuge angepasst.

### Mexiko
Zwei Dieseltriebwagen, die ursprünglich für das Stadtbahnprojekt in León vorgesehen waren, gelangten nach Mexiko in den Bundesstaat Puebla. Sie wurden ab Januar 2017 als Tren Turístico zwischen Puebla und Cholula eingesetzt. Die dreiteiligen Fahrzeuge sind 39,6 Meter lang und 2,55 Meter breit und können rund 280 Fahrgäste, davon 78 sitzend, befördern. In jedem Endwagen sind zwei Türen pro Seite vorhanden. Die inneren sind Niederflureinstiege (etwa 375 mm Höhe), die äußeren befinden sich über dem Drehgestell und erlauben den Zustieg von Hochbahnsteigen (etwa 1050 mm). Vier Radsätze werden mit elektrischen Fahrmotoren mit 130 kW Leistung angetrieben. Nach Stilllegung des Betriebs am 31. Dezember 2021 eingesetzt wurden die beiden Citylink an den Corredor Interoceánico abgegeben.

### Vereinigte Staaten
Am 22. Oktober 2024 hat der Verwaltungsrat der Utah Transit Authority die Bestellung von zunächst 20 Fahrzeugen für die Stadtbahn Salt Lake City beschlossen, wobei die Bestellung zunächst einen Auftragswert von 129 Mio. US-$ beinhaltet und zusätzlich eine Option auf bis zu 60 zusätzliche Fahrzeuge besteht. Die Produktion der Fahrzeuge soll im Stadler-Werk in Salt Lake City stattfinden. Die Auslieferung der ersten Fahrzeuge ist für das Jahr 2027 vorgesehen, während ein Einsatz im Plandienst ab 2028 geplant ist.

## Übersicht
Spalte Bauart: ER = Einrichtungsfahrzeug, ZR = Zweirichtungsfahrzeug
| Betrieb                       | Land                   | Typ                          | Baujahre                     | Anzahl              | Bauart | Achsformel    | Spurweite | Bemerkung                                                                                                   |
| ----------------------------- | ---------------------- | ---------------------------- | ---------------------------- | ------------------- | ------ | ------------- | --------- | --- |
| Alicante                      | Spanien                | Reihe 4100                   | 2003                         | 9                   | ZR     |               | 1000 mm   | |
| Alicante                      | Spanien                | Reihe 5000                   | 2018–2019                    | 6                   | ZR     | Bo’(2’2’)Bo’  | 1000 mm   | Zweikrafttriebwagen, 2 × 390 kW Diesel                                                                      |
| Palma de Mallorca             | Spanien                | Reihe 9100                   | 2009–2011                    | 6                   | ZR     | Bo’(Bo’2’)Bo’ | 1000 mm   | |
| Karlsruhe                     | Deutschland            | NET 2012                     | 2014–2019                    | 75                  | ER     | Bo’(2’2’)Bo’  | 1435 mm   | |
| Karlsruhe                     | Deutschland            | VDV-Tram-Train (AVG)         | 2025–                        | 75 (+73 als Option) | ZR     | Bo’(Bo’2’)Bo’ | 1435 mm   | |
| Karlsruhe                     | Deutschland            | VDV-Tram-Train (VBK)         | 2026–                        | 73 (+52 als Option) | ER     | Bo’(2’2’)Bo’  | 1435 mm   | |
| Chemnitz                      | Deutschland            | Reihe 0690                   | 2015–2017                    | 12                  | ZR     | Bo’(2’2’)Bo’  | 1435 mm   | Zweikrafttriebwagen, 2 × 390 kW Diesel                                                                      |
| Chemnitz                      | Deutschland            |                              | 2025–                        | 19 (+27 als Option) | ZR     |               | 1435 mm   | vollelektrisch mit 900 kW Antriebsleistung, 600/750 V = und 15 kV, 16,7 Hz ~                                |
| Regional-Stadtbahn Neckar-Alb | Deutschland            | VDV-Tram-Train Baureihe 0492 | 2027                         | 30 (+57 als Option) | ZR     | Bo’(Bo’2’)Bo’ | 1435 mm   | |
| Saarbrücken                   | Deutschland            | VDV-Tram-Train               | 2024 (Vorserie) 2025 (Serie) | 28 (+21 als Option) | ZR     | Bo’(Bo’2’)Bo’ | 1435 mm   | |
| Regionalstadtbahn Salzburg    | Österreich             | VDV-Tram-Train               | 2026                         | 20 (+5 als Option)  | ZR     | Bo’(Bo’2’)Bo’ | 1435 mm   | |
| Regionalstadtbahn Linz        | Österreich             | VDV-Tram-Train               | 2026                         | 20 (+50 als Option) | ZR     | Bo’(Bo’2’)Bo’ | 1435 mm   | |
| Sheffield                     | Vereinigtes Königreich | Baureihe 399                 | 2015–2016                    | 7                   | ZR     | Bo’(Bo’2’)Bo’ | 1435 mm   | 750 V = und 25 kV, 50 Hz ~                                                                                  |
| South Wales Metro             | Vereinigtes Königreich | Baureihe 398                 | 2022–                        | 36                  | ZR     |               | 1435 mm   | 25 kV, 50 Hz ~ und Traktionsbatterien                                                                       |
| Szeged                        | Ungarn                 | MÁV-Reihe 406                | 2021–2022                    | 12                  | ZR     | Bo’(2’2’)Bo’  | 1435 mm   | Zweikrafttriebwagen                                                                                         |
| Puebla                        | Mexiko                 | AQT-001 und AQT-002          | ex León                      | 2                   | ZR     |               | 1435 mm   | Dieseltriebwagen mit Hoch- und Niederflureinstiegen, Einsatz als Tren Turístico zwischen Puebla und Cholula |
| Salt Lake City                | Vereinigte Staaten     |                              | 2027-                        | 20 (+60 als Option) | ZR     |               | 1435 mm   | |